# Milagros Moy
Milagros Moy est une joueuse de volley-ball péruvienne née le 17 octobre 1975 à Lima. Elle mesure 1,76 m et joue au poste de réceptionneuse-attaquante. Elle totalise 142 sélections en équipe du Pérou.

## Clubs
| Club                         | De        | À         |
| ---------------------------- | --------- | --------- |
| ABC San Felipe               | 1989-1990 | 1994-1995 |
| Preca Cislago                | 1996-1997 | 1996-1997 |
| Jogging Volley Altamura      | 1999-2000 | 1999-2000 |
| Club Voleibol Benidorm       | 2001-2002 | 2002-2003 |
| Club Voleibol Albacete       | 2003-2004 | 2005-2006 |
| Club Voleibol Las Palmas     | 2006-2007 | 2007-2008 |
| Rote Raben Vilsbiburg        | 2008-2009 | 2008-2009 |
| Club Voleibol Ciutadella     | 2009-2010 | 2009-2010 |
| Castellana Grotte            | 2010-2011 | 2010-2011 |
| Pallavolo Loreto             | 2011-2012 | 2011-2012 |
| CV Universidad César Vallejo | 2012-2013 | 2014-2015 |
| Regatas Lima                 | 2015-2016 | 2016-2017 |
| Sporting Cristal             | 2017-2018 | …         |

## Palmarès

### Équipe nationale
- Championnat d'Amérique du Sud
  - Finaliste : 2003, 2005, 2007.

### Clubs
- Coupe d'Allemagne
  - Vainqueur : 2009.
- Coupe d'Italie A2
  - Vainqueur : 2012.
- Championnat sud-américain des clubs
  - Finaliste : 2013.
- Championnat du Pérou
  - Vainqueur : 2016-17.
  - Finaliste : 2015-16.

### Distinctions individuelles
- Championnat d'Amérique du Sud de volley-ball féminin 2005: Meilleur réceptionneuse.
- Championnat sud-américain des clubs de volley-ball féminin 2013: Meilleure serveuse.